# شينمو
شينمو (بالإنجليزية: Shenmue) (باليابانية: シェンムー)، هي لعبة مغامرات انتجتها شركة سيجاAM2 الذي يرأسها يو سوزوكي لجهاز دريم كاست سنة 1999.
ساهمت هذه اللعبة في إعادة النظر إلى الألعاب الإلكترونية حيث تتيح لك شينمو التحكم في شخصية اللاعب ومعايشة الحياة الافتراضية بأكملها من تغيّر الأجواء إلى الوقت والناس حيث تصبح كأنك في داخل تلك الحياة فمن إمكانية التحدث مع كل من تلقاه إلى شراء بعض علب الصودا من البقال.. الخ. لقد عمد سوزوكي تحقيق ذلك من خلال محاكاة جوانب الحياة الحقيقية من خلال اللعبة، مثل اليوم / الليلة / نظام النوم، وآثار الطقس الوقت الحقيقي متغير والعديد من العناصر التفاعلية الأخرى مثل ماكينات بيع، محلات، والمتاجر. تنتهج اللعبة انماط متغيرة من أنواع مختلفة كثيرة ولكنها تعتبر إلى حد كبير لعبة مغامرات يخولها أسلوب المعارك والقتال. خططت سيجا ان تكون للعبة ثلاثة اجزاء على الاقل مكونة من 16 فصلا، حيث تناول الجزء الأول فصلا واحد فقط (يوكوسوكا). صدر الجزء ثاني في 2001 على الدريم كاست والاكس بوكس حيث تناول فيه اربع فصول (مغادرة يوكوسوكا, هونغ كونغ، كاولون وغويلين).ولكن بسبب الظروف المالية لشركة سيجا، توقف إنتاج السلسلة على الجزء الثاني، تاركة الفصة غير مكتملة إلى حتى الآن.في E3 2015 تم الأعلان عن الجزء الثالث وسوف يصدر في 27 أغسطس 2019

## وصلة خارجية
- شينمو على موقع IMDb (الإنجليزية)

- www.shenmue.com نسخة محفوظة 18 فبراير 2014 على موقع واي باك مشين. Official Shenmue website